# Club Deportivo La Equidad (femenino)
El Club Deportivo La Equidad, es un club de fútbol de la ciudad de Bogotá, Colombia. La Equidad (femenino), generalmente conocido como La Equidad, es la rama femenina del Club Deportivo La Equidad de la ciudad de Bogotá, que pertenece a la empresa Equidad Seguros. Actualmente participa de la Liga Profesional Femenina de Fútbol de Colombia y juega sus partidos de local en el Estadio Metropolitano de Techo. Fue uno de los 18 equipos que participaron en la primera edición de la Liga Femenina en 2017 y lo ha hecho de forma ininterrumpida hasta 2025.

## Historia

### Temporada 2017
Tras su creación a comienzos del año 2017, La Equidad fue uno de los clubes inscritos para disputar la Liga Femenina 2017, quedando sorteado en el grupo B del campeonato. Tras obtener pobres resultados en las primeras cuatro fechas, en las que no anotó ningún gol y recibió ocho, "Las Aseguradoras" consiguieron su primera victoria oficial en su historia el 20 de marzo de 2017 ganándole 2-0 a Atlético Huila en el Estadio de Techo. Finalmente La Equidad terminaría el torneo en el último ligar de su grupo ganando apenas dos partidos (el mencionado contra Huila y otro ante Fortaleza) y perdiendo los ocho partidos restantes. A pesar de los pobres resultados, el proceso de La Equidad consiguió ubicar a algunas de sus jugadoras en convocatorias de las selecciones femeninas de mayores, sub-20 y de futsal.

### Temporada 2018
Para la temporada 2018, se anunció La Equidad compartirá grupo con Santa Fe, Pasto, Fortaleza, Bogotá F. C. y Patriotas. Sin embargo, el equipo volvería a quedar por fuera de la segunda fase tras cuatro victorias, tres empates y tres derrotas, lo que sumaría 15 puntos para un meritorio cuarto lugar con 11 goles a favor y 10 en contra. Sus mejores resultados fueron 3-0 contra Deportivo Pasto y Bogotá F.C..

### Temporada 2019
Para esta edición de la Liga femenina 2019, La Equidad compartió grupo B con Santa Fe, Millonarios y Fortaleza, donde tres disputar los seis juegos se ubicaría en el tercer lugar con 10 puntos (a uno del segundo lugar) obteniendo tres victorias, un empate y dos derrotas junto a una diferencia de gol de 3 tantos (6 a favor y tres en contra).

### Temporada 2020
En esta edición post confinamiento debido a la pandemia del Covid-19 de la Liga femenina 2020, La Equidad compartió el grupo A con Santa Fe, Millonarios y Llaneros FC  y Fortaleza CEIF, donde tres disputar los ocho partidos del grupo se ubicaría en el cuarto puesto con 7 puntos, resultado de dos victorias, un empate y cinco derrotas. marcando 5 goles a favor y 12 en contra.

### Temporada 2021
En la temporada 2021, La Equidad fue ubicada en el grupo A junto a Santa Fe, Millonarios, Llaneros FC y Fortaleza CEIF, en el cual clasificaría por primera vez a segunda ronda haciéndose con el segundo lugar tras obtener un puntaje de 12 unidades (3 victorias, 3 empates, 2 derrotas) y una diferencia positiva de 5 anotaciones. En la semifinal del torneo enfrentaría al Deportivo Cali en una serie de dos partos (ida y vuelta) obteniendo un resultado negativo de 1-2 en el Estadio Metropolitano de Techo y otra derrota en condición de visitante por 2-0; quedando fuera del certamen. 

### Temporada 2022
Para la temporada 2022, el formato de competición cambia a uno de tipo todos contra todos, en donde los 17 equipos inscritos juegan entre ellos un solo partido. Las aseguradoras finalizarian la fase en el décimo quinto puesto con solo 13 unidades de puntos, producto de 4 victorias, un empate y 11 derrotas; sumado a ello un saldo negativo de 32 goles en contra y solo 15 a favor.

### Temporada 2023
Para la Liga femenina 2023, La Equidad finalizaria la fase de todos contra todos en el octavo lugar con 23 puntos, (lo que le permitió hacerse un lugar en la siguiente fase) resultado de 7 victorias, dos empates y 7 derrotas; también, registraría un total de 28 goles a favor y recibiendo 20 tantos. En la fase de cuartos de final, el conjunto asegurador se emparejaría con el América de Cali quedando eliminado tras un empate a cero goles en Bogotá y una derrota de 4-1 en Cali. La goleadora de las aseguradoras sería Yessica Rodríguez con 8 anotaciones.

## Datos del club
- Temporadas en 1.ª: 2017 - 2025

### Temporadas en la Liga Profesional Femenina de Colombia
Pts=Puntos; PJ=Partidos jugados; PE=Partidos empatados; P=Partidos perdidos; GF=Goles a favor; GC=Goles en contra; DIF=Diferencia de gol
| Temporada | Posición               | PJ  | PG | PE | PP | GF  | GC  | DIF | PTS |
| --------- | ---------------------- | --- | -- | -- | -- | --- | --- | --- | --- |
| 2017      | Primera fase           | 10  | 2  | 0  | 8  | 6   | 23  | -17 | 6   |
| 2018      | Primera fase           | 10  | 4  | 3  | 3  | 11  | 10  | +1  | 15  |
| 2019      | Primera fase           | 6   | 3  | 1  | 2  | 9   | 6   | +3  | 10  |
| 2020      | Primera fase           | 8   | 2  | 1  | 5  | 8   | 23  | -15 | 7   |
| 2021      | Semifinal              | 10  | 3  | 3  | 4  | 12  | 10  | +2  | 12  |
| 2022      | 15.°                   | 16  | 4  | 1  | 11 | 15  | 32  | -17 | 13  |
| 2023      | 8.° (Cuartos de Final) | 18  | 7  | 3  | 8  | 29  | 24  | +5  | 24  |
| 2024      | 9.°                    | 14  | 5  | 4  | 5  | 23  | 19  | +4  | 19  |
| 2025      | 9.°                    | 16  | 6  | 6  | 4  | 14  | 9   | +5  | 24  |
| Total     | Total                  | 108 | 36 | 22 | 50 | 127 | 156 | -29 | 130 |

## Entrenadores
| # | Entrenador               | Periodo       | Partidos Dirigidos |
| - | ------------------------ | ------------- | ------------------ |
| 1 | Álvaro Duarte            | 2017          | 10                 |
| 2 | Guillermo "Flaco" Rivera | 2018          | 9                  |
| 3 | Sandra Salamanca         | 2018-2022     | 7                  |
| 4 | Albeiro Erazo            | 2023-presente |                    |